# Moai
Moai su goleme kamene skulpture ljudskih figura na Uskršnjem otoku i njegov su svojevrsni zaštitni znak. Veliko je pitanje tko je, kada, kako i zašto izradio, isklesao i postavio te kamene orijaše na otočiću u Pacifiku. 

## Povijest
Otok je 5. travnja 1722. godine otkrio nizozemski moreplovac Jakob Roggeveen. Kako je bio Uskrs otok je nazvan Uskršnji. Sve do 1888. godine otok nije pripadao nikome, a onda je pridodan Čileu kao najbližoj državi. Dolaskom turista otok je opet poprimio stari naziv Rapa Nui. Najstariji naziv otoka je Pito O Te Nehuna što znači Pupak Zemlje u posljednje vrijeme je sve zagonetniji. Ne može se sa sigurnošću reći je li Uskršnji otok najusamljenije mjesto na Zemlji no udaljenost od Čilea iznosi nešto više od 3600 km a od Tahitija, najistočnijeg otoka Polinezije Rapa Nui je udaljen oko 5000 km. No Uskršnji otok je opremljen zračnom lukom velikih kapaciteta. Naime kad su stručnjaci NASA-e shvatili da je Uskršnji otok točno na putanji njihovih svemirskih letjelica, na tom su otoku napravili jednu od najdužih sletno-uzletnih staza na svijetu.
Dugo se vjerovalo zahvaljujući arheološkim istraživanjima da su za izradu kipova korišteni drveni kalupi i da ih se donosilo na trenutačne lokacije pomoću drvenih okvira za vrijeme obreda (rapanuiska se tradicija metaforički odnosila na duhovnu snagu); danas se zna kako su kipovi pomjerani zahvaljujući samo tri skupine ljudi koje su užadima klatile moaije tako da su promatračima sa strane izgledali kao da »bogovi« hodaju gegajući se.
Kulturu velikih spomenika je zamijenio kult »čovjeka-ptice«, koji svoje podrijetlo vuče s obalnog naselja Orongo, što je dovelo do bacanja ili oštećivanja većine moai i ahui skulptura. Dana 5. travnja 1722. godine, na Uskrsnu nedjelju, Nizozemski moreplovac Jakob Roggeveen pronašao je otok s populacijom od oko 2.000 do 3.000 naseljenika, iako bi da je došao prije par stoljeća vjerojatno pronašao 10.000 do 15.000 stanovnika. Naime, danas se smatra da je civilizacija Uskršnjeg otoka pala drastično oko stoljeća prije dolaska Nizozemaca, kao rezultat prevelike populacije, uništavanja šuma te iskorištavanja ograničenih prirodnih resursa.
Jedna od kontroverznih činjenica oko stanovnika otoka jest porijeklo moai kipova. 1960-ih, Erich von Däniken objavio je teoriju da su bića s drugih planeta, koja su nekako završila na otoku, izgradila kipove s ultramodernim oruđem. Njihovo nepostojanje danas objašnjava drugom teorijom o tome kako su u međuvremenu spašeni.

### Moai danas
Danas je stručno prihvaćeno da moajia ima više od tisuću, a starost im se procjenjuje između 400 i 1000 godina. Sve su statue izrađene iz crvenkasto-tamnosmeđeg vulkanskog pršinca, tufa. Moaiji su izgledom vrlo slični, ali su različitih dimenzija. Prosječna visina tih kamenih divova u prosjeku doseže pet metara no ima i mnogo viših čija visina doseže i 20 m. Masa nekih premašuje i 100 tona. Samo šešir nekih moaija teži i do 10 tona. Posebno je zanimljivo pitanje kako su stanovnici Rapa Nuija transportirali te uspravljali goleme moajie u vrijeme dok na otoku nije bilo mehanizacije. Najviše kipova ima oko vulkanskih kratera – oko kratera Rana Kao tj. Na padinama vulkana Rano Ravaku ili podno najvišeg vulkanskog vrha na otoku Tera Vaka. Svaki od njih oduševljava i zbunjuje kako turiste tako i arheologe, etnologe ili povjesničare. Nameću se mnoga pitanja za koja do danas nema odgovora.

## Vanjske poveznice
- (engl.) Moai statues na easterisland.travel